# Anders Daun
Per Anders Daun, född 20 april 1963 i Borås, är en svensk tidigare backhoppare som tävlade 1980–1988 och nuvarande idrottsledare och backhoppstränare. Han representerade IF Friska Viljor i Örnsköldsvik.

## Karriär
Anders Daun debuterade internationellt i nyårstävlingen i tysk-österrikiska backhopparveckan (som ingår i världscupen) i Schattenbergbacken i Garmisch-Partenkirchen i Tyskland 1 januari 1980. Han blev nummer 104 av 105 deltagare i sin första internationella tävling. Dauns bästa deltävling i världscupen kom i Holmenkollen (Holmenkollrennet) i Oslo i Norge 28 februari 1982 då han slutade på en åttonde plats. Daun blev som bäst nummer 29 sammanlagt i världscupen, säsongen 1981/1982.
Under Skid-VM 1982 i Holmenkollen i Oslo hoppade Daun i normalbacken (Midtstubakken) där han blev nummer tio, 13,7 poäng efter segrande Armin Kogler från Österrike. Daun tävlade även i stora backen (Holmenkollbakken) och slutade på en åttonde plats, 25,1 poäng efter världsmästaren Matti Nykänen från Finland. Under Skid-VM 1985 i Seefeld in Tirol i Österrike blev Anders Daun nummer 56 i båda individuella tävlingarna. Daun tävlade i normalbacken i Skid-VM 1987 i Oberstdorf i Tyskland. Där blev han nummer 59.
Anders Daun deltog i det svenska lag (Per-Inge Tällberg, Anders Daun, Jan Boklöv, Staffan Tällberg) som slutade på sjunde plats vid olympiska vinterspelen 1988 i Calgary i Kanada. I de individuella backhoppstävlingarna blev Daun nummer 27 i normalbacken och nummer 21 i stora backen i Canada Olympic Park. 
1984 blev Anders Daun svensk mästare i normalbacke. Daun hoppade i sin sista världscuptävling i Meldal i Norge 18 mars 1988 och avslutade backhoppskarriären med en 11:e plats.

## Senare karriär
Efter avslutad aktiv idrottskarriär har Anders Daun varit aktiv inom backhoppningen. Han har bland annat varit tävlingsledare under SM 2008 i Örnsköldsvik. Från säsongen 2011/2012 har Daun varit assistenttränare för det svenska landslaget.